# Neocirrhites
Neocirrhites is een monotypisch geslacht van straalvinnige vissen uit de familie van de koraalklimmers (Cirrhitidae).

## Soort
- Neocirrhites armatus Castelnau, 1873